# Stanisław Guliński (ur. 1972)
Stanisław Guliński (ur. 1972) – polski orientalista, dyplomata i reportażysta.

## Życiorys
Ukończył studia arabistyczne oraz turkologiczne w Instytucie Orientalistyki Uniwersytetu Jagiellońskiego.
Specjalizuje się w kwestiach Bliskiego Wschodu, publikując m.in. w „Tygodniku Powszechnym”. Wydał zbiór reportaży „Całkiem Bliski Wschód” oraz książkę na temat alewizmu i bektaszyzmu w Turcji i Albanii.  Pracował jako tłumacz polskiego kontyngentu w Iraku (2003), konsul w Ambasadzie RP w Trypolisie (ok. 2011), Ambasadzie RP w Kairze (ok. 2012), Ambasadzie RP w Chartumie (ok. 2023) oraz Ambasadzie RP w Abudży (ok. 2024). Tą ostatnią placówką przez kilka miesięcy kierował także jako chargé d’affaires.
Za zaangażowanie w uwolnienie aresztowanych w Kano w Nigerii polskich studentów w 2024 został wyróżniony przez Ministra Spraw Zagranicznych Nagrodą im. dr Andrzeja Kremera – „Konsul Roku”.

## Publikacje książkowe
- Stanisław Guliński, Alewizm i bektaszyzm: historia i rytuał, Religiologica Juventa, Kraków: Nomos, 1999, ISBN 978-83-85527-82-4. Brak numerów stron w książce
- Stanisław Guliński, Całkiem Bliski Wschód, Warszawa: Prószyński i S-ka, 2008, ISBN 978-83-7469-847-4. Brak numerów stron w książce